# Сомото
Сомо́то (исп. Somoto) — город на северо-западе Никарагуа. Административный центр департамента Мадрис. Население 20,3 тыс. (2005).
Расположен примерно в 150 км к северу от столицы страны Манагуа, около границы с Гондурасом.

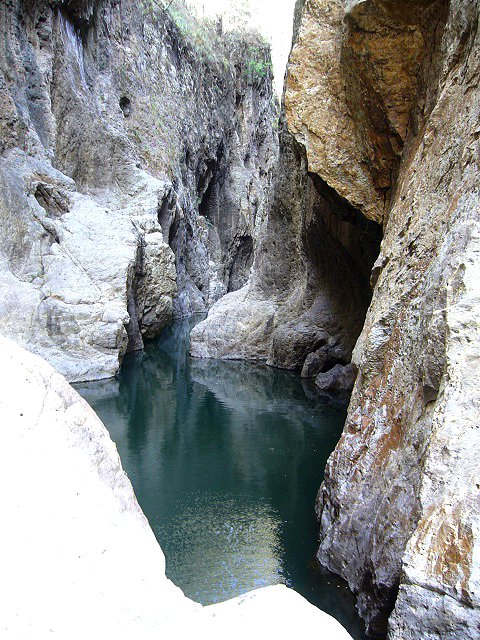
Каньон Сомото

В городе есть церковь, построенная в 1661 году. Недалеко от Сомото проводятся археологические раскопки, чьи материалы представлены в местном музее. В нескольких километрах находится каньон Сомото — одна из туристических достопримечательностей Никарагуа. В ноябре в городе празднуется карнавал.